# ちぎれ雲

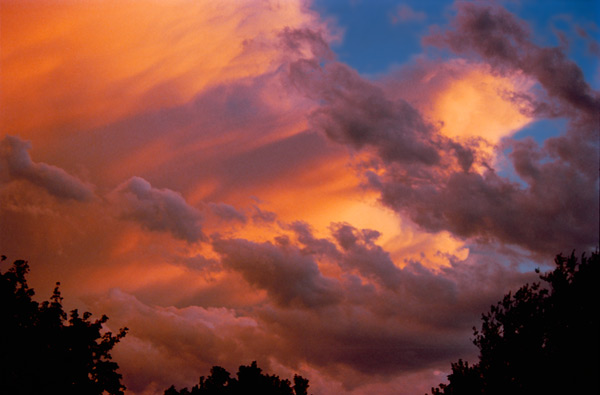
夕焼けに染まる高層雲とちぎれ雲

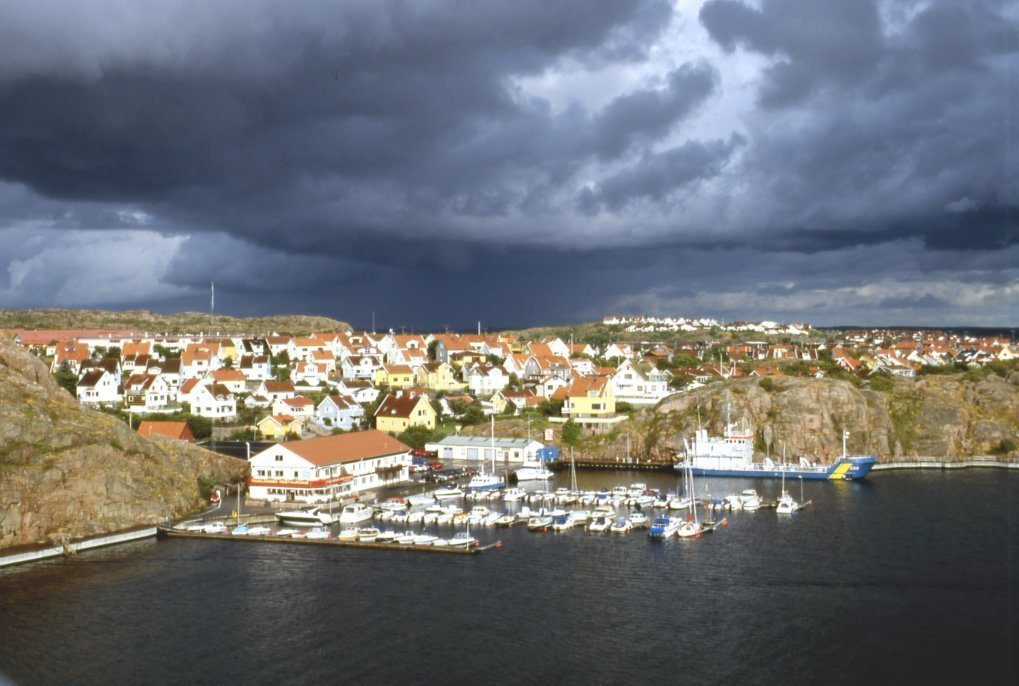
乱層雲とちぎれ雲、奥に降水雲が見える。高台から撮影。

ちぎれ雲（ちぎれぐも、ラテン語学術名:pannus、略号:pan）は、雲の分類において付随して現れる雲（副変種）の1つ。高層雲、乱層雲、積雲や積乱雲に付随してみられ、厚い雲の下を流れるぼろぼろとした外観の雲。片乱雲（へんらんうん）、黒猪（くろっちょ）、こごり（凝り）雲といった俗称がある。
"pannus"はラテン語で「破片、布切れ、ぼろぼろの布、断片」といった意味がある。
親雲の雲底の下を形を変えながら流れていく。たくさんのちぎれ雲が生じて層状になって雲底とつながり、あたかも雲底が低くなったように見える場合がある。厚い雲の下のちぎれ雲は灰色や黒っぽい色を呈する。
親雲からの降雨の蒸発に伴う湿った層の形成、雲の下の気流の乱れ（乱流）や雲域の外からの気流の流れこみが原因で雲が形成される。
積乱雲は比較的高い頻度でちぎれ雲がみられる。
ただし、ちぎれ雲自体は十種雲形で積雲または層雲、さらに雲種では断片雲に分類される。積雲と層雲の区別は、垂直方向の発達や上部の丸い盛り上がりの有無による。